# Vauries nachtzwaluw
Vauries nachtzwaluw (Caprimulgus centralasicus) is een vogel uit de familie van de nachtzwaluwen (Caprimulgidae).

## Verspreiding en leefgebied
Er is maar één gedocumenteerde waarneming uit 1929 van deze nachtzwaluw uit Xinjiang in het westen van China. De vogel werd gevonden op 112 m boven de zeespiegel in een woestijnachtig gebied met struikgewas. Mogelijk is het geen nieuwe soort maar een ondersoort (C. europaeus plumipes) van de gewone nachtzwaluw. Als zodanig staat dit taxon nu op de IOC World Bird List.
Onderzoek uitgevoerd in de huidige eeuw leverde geen nieuwe waarnemingen.